# 菲羅梅隆戰役 (1190年)
菲羅梅隆戰役是1190年5月7日在小亞細亞菲羅梅隆（拉丁語：Philomelium，今土耳其阿克塞希爾（Akşehir）爆發的戰役，以在神聖羅馬帝國軍隊戰勝羅姆蘇丹國的突厥軍隊告終。
1189年5月，作為第三次十字軍東征的一部分，神聖羅馬帝國皇帝巴巴羅薩腓特烈一世開始遠征聖地，以期從薩拉丁的軍隊手中收復耶路撒冷城。在拜占庭帝國的歐洲領土長期逗留後，帝國軍隊於1190年3月22日至28日在達達尼爾海峽抵達亞細亞。在克服拜占庭人口和土耳其非正規軍的反對之後，十字軍軍隊在5月7日晚上在菲羅梅隆營地附近驚奇地發現了10000羅姆蘇丹國的軍隊。十字軍在施瓦本公爵腓特烈六世和梅拉尼亞公爵貝特霍爾德的率領下，以2,000名步兵和騎兵反擊，使土耳其人逃跑並殺死了4,774至5,000人。

## 註腳
1. 1 2  Loud 2010，第104頁.